# Gonzalo Ronquillo de Peñalosa
Gonzalo Ronquillo de Peñalosa, né au XVIe siècle à Arévalo et mort le 10 mars 1583 à Manille, fut le quatrième gouverneur général des Philippines d'avril 1580 à sa mort.

## Biographie
Gonzalo Ronquillo obtint de la couronne le poste de gouverneur général à vie en échange de sa promesse de financer le voyage de six cents colons ; son objectif restait avant tout de faire fortune, ce qui créa des conflits quant à l'administration de la jeune colonie, notamment avec l'évêque Domingo de Salazar.
En poste, il augmenta les taxes sur l'import de biens chinois, créant un certain mécontentement parmi la population qui réclama, sans succès, une réduction de ces taxes, et œuvra à augmenter le commerce avec la Nouvelle Espagne.
Il fonda les villes d'Arévalo (de nos jours Iloilo) et Nueva Segovia (de nos jours Lal-lo).
À sa mort, son neveu, Diego Ronquillo lui succéda.